# 쳅차강

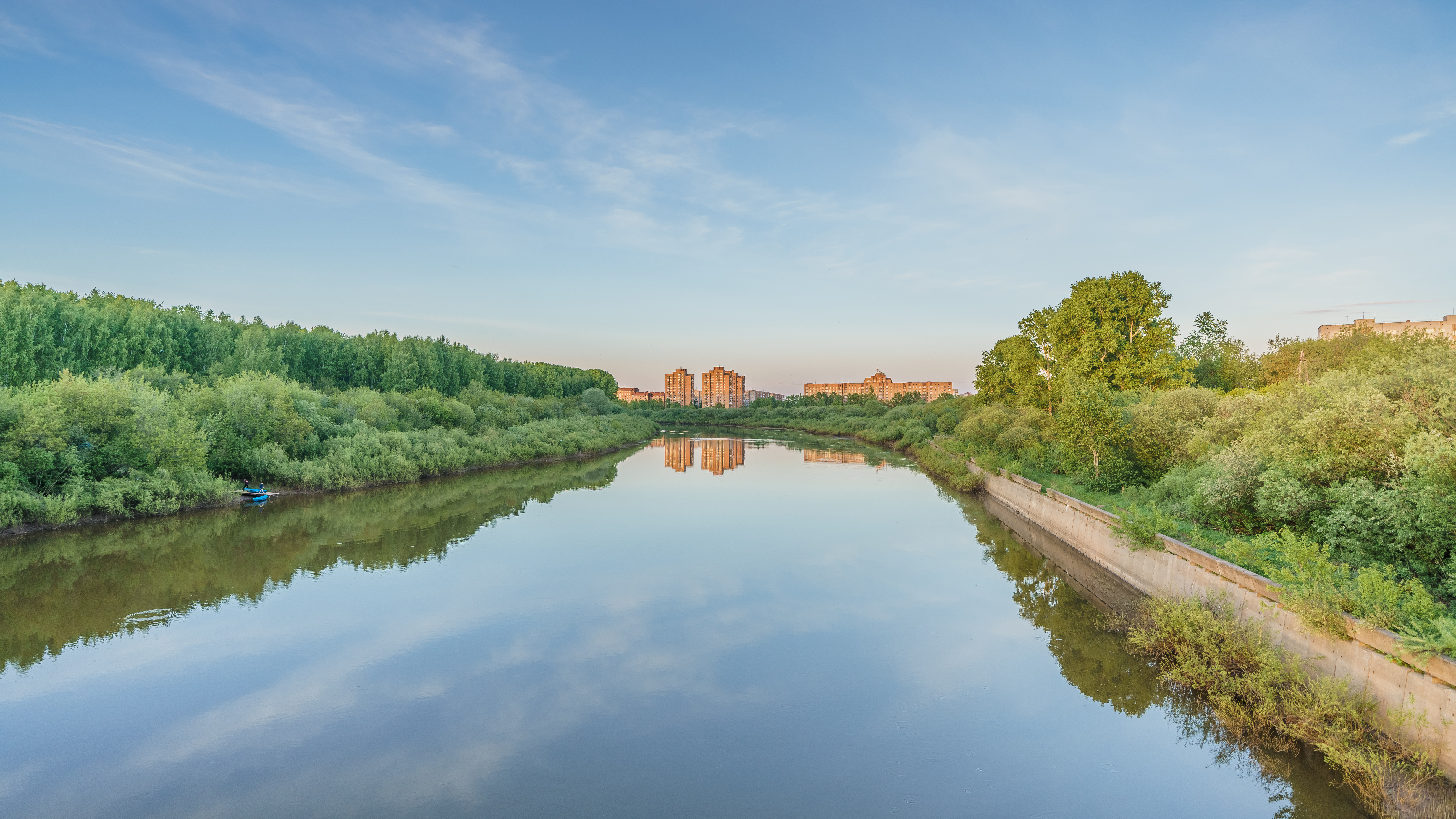

쳅차강(러시아어: Чепца, 우드무르트어: Чупчи)는 러시아의 우드무르트 공화국을 흐르는 강으로 뱟카강의 지류이다.